# Campeonato Mundial de Atletismo Sub-20
El Campeonato Mundial de Atletismo Sub-20 es la máxima competición de atletismo de carácter internacional en categoría junior (18 o 19 años el 31 de diciembre en el año de la competición). Está organizada por la Federación Internacional de Atletismo (IAAF). La primera edición tuvo lugar en 1986 y desde entonces se disputa cada dos años. El certamen cambió el nombre de Campeonato Mundial Junior (IAAF World Junior Championships), que ostentó hasta el 2014, con el objetivo de homologarlo con otras competencias deportivas.

## Ediciones
| Edición | Año  | Ciudad    | País           | Sede                                     |
| ------- | ---- | --------- | -------------- | ---------------------------------------- |
| I       | 1986 | Atenas    | Grecia         | Olympic Spyros Louis                     |
| II      | 1988 | Sudbury   | Canadá         | Laurentian University Stadium            |
| III     | 1990 | Plovdiv   | Bulgaria       | Deveti Septemvri Stadium                 |
| IV      | 1992 | Seúl      | Corea del Sur  | Estadio Olímpico de Seúl                 |
| V       | 1994 | Lisboa    | Portugal       | Estádio Universitário de Lisboa          |
| VI      | 1996 | Sídney    | Australia      | Sydney International Athletic Centre     |
| VII     | 1998 | Annecy    | Francia        | Parc des Sports d'Annecy                 |
| VIII    | 2000 | Santiago  | Chile          | Estadio Nacional Julio Martínez Prádanos |
| IX      | 2002 | Kingston  | Jamaica        | Independence Park                        |
| X       | 2004 | Grosseto  | Italia         | Stadio Olimpico Carlo Zecchini           |
| XI      | 2006 | Pekín     | China          | Chaoyang Sport Centre                    |
| XII     | 2008 | Bydgoszcz | Polonia        | Estadio Zdzisław Krzyszkowiak            |
| XIII    | 2010 | Moncton   | Canadá         | New Moncton Stadium                      |
| XIV     | 2012 | Barcelona | España         | Estadio Olímpico Lluís Companys          |
| XV      | 2014 | Eugene    | Estados Unidos | Hayward Field                            |
| XVI     | 2016 | Bydgoszcz | Polonia        | Estadio Zdzisław Krzyszkowiak            |
| XVII    | 2018 | Tampere   | Finlandia      | Estadio Tampere                          |
| XVIII   | 2021 | Nairobi   | Kenia          | Centro Deportivo Internacional Moi       |
| XIX     | 2022 | Cali      | Colombia       | Estadio Olímpico Pascual Guerrero        |
| XX      | 2024 | Lima      | Perú           | Estadio Atlético de la VIDENA            |
| XXI     | 2026 | Eugene    | Estados Unidos | Hayward Field                            |

## Medallero
Principales posiciones en el medallero histórico hasta la edición del 2018 (fuente)
| Núm. | País                  | Oro | Plata | Bronce | Total |
| ---- | --------------------- | --- | ----- | ------ | ----- |
| 1    | Estados Unidos (USA)  | 108 | 81    | 59     | 248   |
| 2    | Kenia (KEN)           | 78  | 66    | 42     | 186   |
| 3    | Alemania (GER)        | 57  | 50    | 59     | 166   |
| 4    | Rusia (RUS)           | 43  | 31    | 27     | 101   |
| 5    | China (CHN)           | 40  | 44    | 32     | 116   |
| 6    | Etiopía (ETH)         | 37  | 32    | 30     | 99    |
| 7    | Reino Unido (GBR)     | 30  | 26    | 35     | 91    |
| 8    | Cuba (CUB)            | 28  | 32    | 22     | 82    |
| 9    | Jamaica (JAM)         | 27  | 39    | 37     | 103   |
| 10   | Unión Soviética (URS) | 22  | 18    | 27     | 67    |